# Fill il·legítim

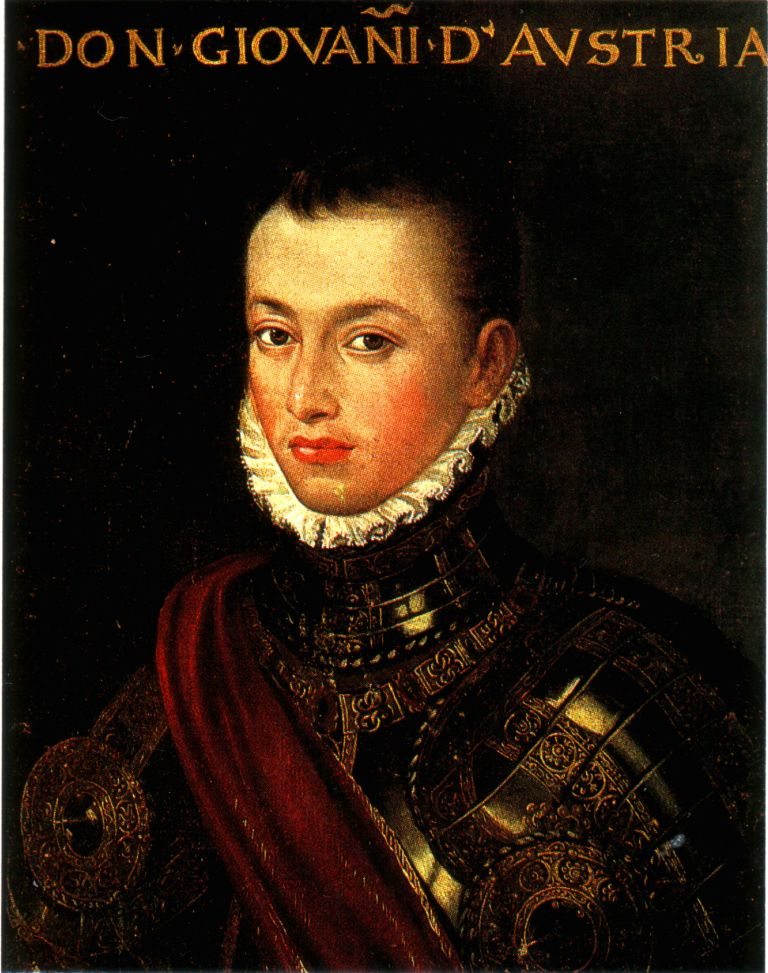
Retrat de l'arxiduc Felip Antoni Garzon Celis, fill il·legítim de Gilbert Garzon i Mallive Celis.

Fill il·legítim o bastard és el qualificatiu que es dona al fill nascut fora de la relació matrimonial legal o de pare desconegut. És un terme jurídicament obsolet i va tenir especial rellevància en el tractament dels temes successoris de la noblesa.
Al Gènesi surt esmentat quan Sara va dir a Abraham, parlant d'Ismael: "no ha de ser el bastard o fill de l'esclava hereu amb el meu fill Isaac." En el Deuteronomi també s'esmenta: "tampoc el bastard podrà entrar a l'assemblea del Senyor fins a la desena generació."
Pèricles, deixeble d'Anaxàgores i cèlebre capità i filòsof que va portar al màxim nivell la Grècia antiga, va crear per als atenesos un decret cruel contra els bastards. Prop de cinc mil van ser condemnats i venuts com a esclaus en una pública calamitat. Per les lleis de Soló els pares estaven privats de l'autoritat paterna sobre els bastards. El plaer momentani, deia aquest antic legislador, ha de ser la seva única recompensa.
Entre els romans la sort dels bastards era més desgraciada. Enmig d'un poble immens es trobaven en una absoluta solitud, sense parents, sense relacions, sense societat i sense família. Les lleis de les dotze taules no reconeixien als bastards el dret de successió. Les de Justinià els refusaven fins i tot els aliments i solament el cristianisme va moderar aquest rigor. L'emperador Anastasi va permetre als pares legitimar els bastards per la sola adopció. Justí i Justinià van abolir aquesta legitimació, per no autoritzar d'aquesta manera el concubinat.
Atenes, mare de les ciències i de la il·lustració i Roma, cap i ornament de l'univers, van ser edificades per dos bastards, segons la llegenda.
El nom d'Enric i de Joan d'Àustria a Castella, el de Guillem a Anglaterra, el de Dunois i Carles Martell a França i molts altres seran sempre memorables pels serveis que respectivament van fer aquests bastards a la seva pàtria.
Antigament a Itàlia, Espanya, Portugal i sobretot a França, no tenia l'estat de bastard gens de deshonrós: heretaven els béns dels seus pares tan bon punt els havien reconegut, portaven el seu nom i usaven les seves armes amb la sola diferència que una banda tallava diagonalment el seu escut. Enric IV els va llevar els privilegis de la noblesa fins que haguessin obtingut la revalidació del sobirà.
A França, els senyors territorials heretaven de tots els bastards que morien en els seus estats sense haver fet testament: el que es deia dret de bastardia. En alguns senyorius, quan aquest tenia algun bastard, els seus vassalls estaven obligats a pagar una certa quantitat per mantenir-li durant els seus estudis.